# Gustav Struve
Gustav Struve, conhecido como Gustav von Struve até ter abandonado o título, (Munique, 11 de outubro de 1805 — Viena, agosto de 1870), foi um político, advogado, escritor, jornalista, e revolucionário alemão. 
Interessou-se por frenologia, publicando três livros sobre o assunto.

## Biografia
Struve foi um revolucionário democrata radical, e, juntamente com Friedrich Hecker, assumiu um papel de liderança nas revoluções de abril de 1848, em Baden, para derrubar a monarquia e estabelecer uma república. 
Struve acabou por fugir para a Suíça, onde continuou a planejar a luta. Publicou Die des deutschen Volkes Grundrechte (os direitos fundamentais do povo alemão) e fez um "Plano para a Revolução e Republicanização da Alemanha", juntamente com o dramaturgo e jornalista revolucionário Karl Heinzen. Em 21 de setembro de 1848 fez outra tentativa de iniciar um levante na Alemanha, em Lörrach, o qual falhou sendo Struve capturado e preso, e mais tarde libertado durante a Revolta de Maio de 1849, em Baden. Os revolucionários tentaram deter as tropas prussianas de Guilherme I da Alemanha, mas estas eram muito mais numerosas, e em 23 de julho os revolucionários foram derrotados depois de uma batalha feroz em Rastatt.
Gustav Struve, juntamente com outros revolucionários, conseguiu escapar à execução, e fugiu para o exílio, primeiro na Suíça e depois, em 1851 para os Estados Unidos, onde viveu uma década e foi um ativo reformador.
Na América editou Der Deutsche Zuschauer (The Observer alemão) em Nova York, cuja publicação foi interrompida devido ao apoio insuficiente. Escreveu vários romances e um drama em alemão e, em seguida, em 1852, dedicou-se, com a ajuda de sua esposa, à composição de uma História Universal do ponto de vista do republicanismo radical. O resultado, Weltgeschichte (História do Mundo), foi publicado em 1860. De 1858 a 1859, editou Die Sociale Republik.
No início da década de 1860, durante a Guerra de Secessão Struve alistou-se no Exército da União. Foi ainda um abolicionista, tendo lutado pela supressão da escravidão nos Estados Unidos.
Em 1865 Abraham Lincoln nomeou-o cônsul Sonneberg mas, por causa dos seus escritos radicais, o estado da Turíngia recusou-se a conceder a autorização para ele exercer suas funções.
Struve, que se tornou vegetariano em 1832, sob a influência da obra Emílio, ou Da Educação do filósofo suíço Jean-Jacques Rousseau, nos últimos anos de sua vida, tornou-se uma figura importante na fase inicial do movimento vegetariano alemão, tendo publicado em 1861 Pflanzenkost, die Grundlage einer Neuen Weltanschauung, um livro acerca do vegetarianismo, temática presente em outras obras da sua autoria. 
Em 21 de agosto de 1870 morreu em Viena, onde vivia desde 1869.

## Obras
- Politische Briefe (Mannheim, 1846)
- Das öffentliche Recht des deutschen Bundes (2 vols., 1846)
- Grundzüge der Staatswissenschaft (4 vols., Frankfurt, 1847–48)
- Geschichte der drei Volkserhebungen in Baden (Bern, 1849)
- Weltgeschichte (6 vols., Nova Iorque, 1856–59; 7th ed., com uma continuação, Coburg, 1866–69)
- Das Revolutionszeitalter (Nova Iorque, 1859–60)
- Diesseits und jenseits des Oceans (Coburg, 1864-'5)
- Kurzgefasster Wegweiser für Auswanderer (Bamberg, 1867)
- Pflanzenkost die Grundlage einer neuen Weltanschauung (Stuttgart, 1869)
- Das Seelenleben, oder die Naturgeschichte des Menschen (Berlin, 1869)
- Eines Fürsten Jugendliebe, a drama (Viena, 1870)